# Добросав Стевановић
Добросав Стевановић (1890–1969) био је каменорезац из села Озрем (Општина Горњи Милановац). У литератури је наведен као последњи руднички каменорезац с којим се завршава старинска надгробна радиност у таковском крају.
Споменике је израђивао преко 40 година на ширем простору између Коштунића и Бољковаца, а највише у Озрему и Горњим и Доњим Бранетићима.

## Живот
Рођен је 1890. године у Озрему, где је на Сушевинама провео цео живот. Још као дечак почео да се бави каменорезом, вешто опонашајући радове Јосифа Симића Теочинца и Вујице Гавровића.
Био је учесник је Балканских и Првог светског рата. После шест година војевања, кући се вратио са чином наредника. Ненаклоњен обради земље, у потпуности се предао спомењарењу. Каменорезница била му је у авлији која је због бројних споменика „личила на гробље”.  У раду су му припомагали синови Славко и Радиша.
Талентован и самоук, Добросав Стевановић израстао је у врсног мајстора који је обучио велики број локалних занатлија међу којима се истицао Радивоје Васовић из Горњих Бранетића.
Свирао је гајде, по којима је добио надимак „Гајдаш”.

## Дело
Добросав Стеванић споменике је клесао жућкастог и плавичастог бранетићког тоцилњака. Сам је израђивао алат и оштрио секаче и длета.
У почетку је био под великим утицајем Вујице Гавровића. Добросав Стевановић не само да је опонашао његов рад, већ и довршио знатан број полуобрађених тесаника који су остали у Гавровићевој каменорезачкој радионици после његове погибије 1914. године. Тек када се пажљиво упореде детаљи може се открити рука мајстора − све је назглед исто, али је по степену лепоте и снази животности разлика осетна.
Форме каснијих надгробника су разнолике, али увек наглашене архитектонике: у форми стуба са плитком покривком или вертикалне плоче углављене у масивно постоље, са архитектонски украшеном предњом страном и елегантно изрезаним тролисним крстом у врху. Понекад је израђивао масивне надгробне плоче по узору на Јосифа Симића Теочинца и Уроша Марковића, али и омање споменике са пирамидалним врхом.
Предње стране споменика украшене су приказима крстова плитке профилациjе и арабескне линеарне декорацијје, а бокови рељефним приказима религиозних симола: путира, чирака и рипида, винове лозе крупних гроздова и приказима зидних и стоних часовника који казаљкама приказије „смртни час” покојника.
Добросав Стеванић се на пар надгробника млађим особама окушао у портрету. Споменик петнаестогодишњој Стамени Маринковић из Озрема (†1925) посебно плени смерним ставом и аутентичним приказом блиским наиви.
У оскудним епитафима наводио је само најосновније податке о покојницима. Тек понеки започињао је поетским исказима. Слова су просечне лепоте, крупна и неједнака. На старијим споменицима опонашао је улево укошен рукопис Вујице Гавровића.
На споменицима се потписивао са Изради Добросав Стевановић из Озрема, Из радње Добросава Стевановића или скраћеницом: Из. Д. С.